# Heroini
Heroini es  una tribu perteneciente a la subfamilia Cichlasomatinae, de la familia Cichlidae. Incluye más de 150 especies. 

## Géneros[1]
- Amatitlania
- Amphilophus
- Archocentrus
- Australoheros
- Caquetaia
- Cryptoheros
- Herichthys
- Heroina
- Heros
- Hoplarchus, Parrot cichlid
- Hypselecara
- Hypsophrys
- Mesonauta
- Nandopsis
- Parachromis
- Paraneetroplus
- Petenia
- Pterophyllum, Angelfish
- Rocio
- Symphysodon, Discus
- Theraps
- Thorichthys
- Tomocichla
- Uaru
- Vieja